# Paraclamocus hiulcus
Paraclamocus hiulcus is een eenoogkreeftjessoort uit de familie van de Anchimolgidae. De wetenschappelijke naam van de soort is voor het eerst geldig gepubliceerd in 1997 door Humes.